# Mitsubishi Debonair
Mitsubishi Debonair – samochód osobowy klasy średniej-wyższej produkowany przez japońską firmę Mitsubishi w latach 1964–1998. Dostępny jako 4-drzwiowy sedan. Do napędu używano silników V6 (2,0 - 3,5 l), w pierwszej generacji - R6. Moc przenoszona była na oś tylną (od II generacji napęd przedni) poprzez 4-biegową manualną bądź 4- lub 5-biegową automatyczną skrzynię biegów. Powstały trzy generacje modelu. Samochód został zastąpiony przez model Proudia.

## Dane techniczne ('70 R6 2.0 MIVEC)

### Silnik
- R6 2,0 l (1991 cm³), 2 zawory na cylinder, SOHC
- Układ zasilania: dwa gaźniki
- Średnica cylindra × skok tłoka: 80,00 mm × 66,00 mm
- Stopień sprężania: 10,0:1
- Moc maksymalna: 107 KM (78 kW) przy 5000 obr./min
- Maksymalny moment obrotowy: 163 Nm przy 3400 obr./min

### Osiągi
- Przyspieszenie 0-100 km/h: b/d
- Prędkość maksymalna: 155 km/h

## Dane techniczne ('97 V6 3.5)

### Silnik
- V6 3,5 l (3496 cm³), 4 zawory na cylinder, DOHC
- Układ zasilania: wtrysk
- Średnica cylindra × skok tłoka: 93,00 mm × 85,80 mm
- Stopień sprężania: 10,0:1
- Moc maksymalna: 264 KM (194 kW) przy 6000 obr./min
- Maksymalny moment obrotowy: 324 Nm przy 4500 obr./min

### Osiągi
- Przyspieszenie 0-100 km/h: b/d
- Prędkość maksymalna: b/d

## Galeria

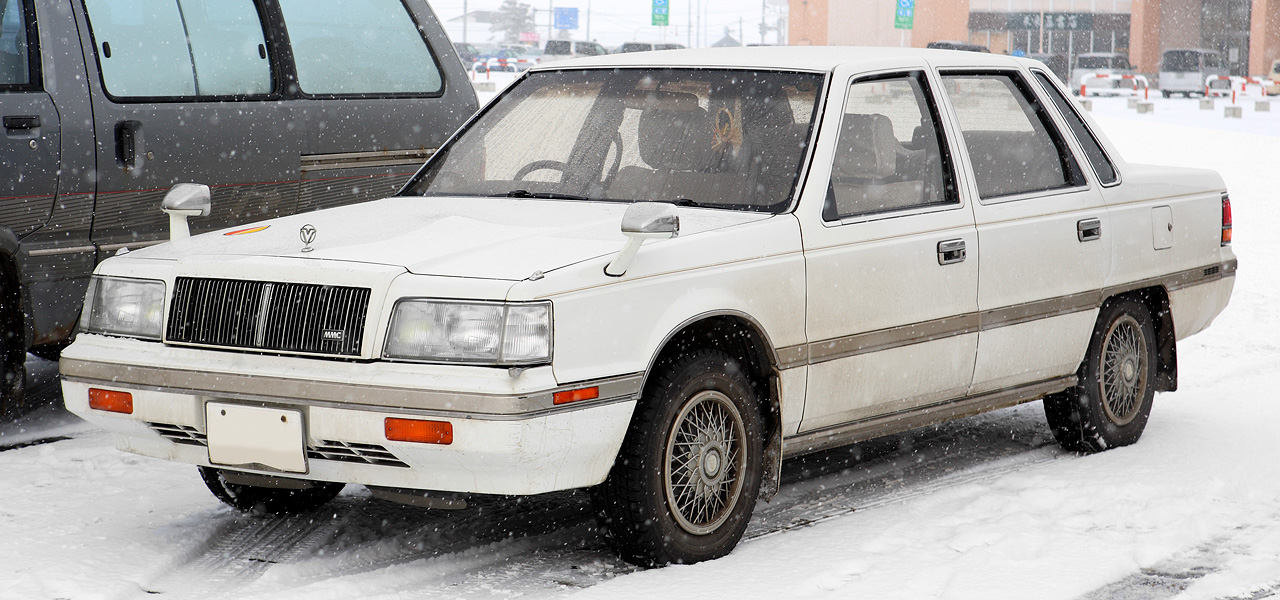
II generacja
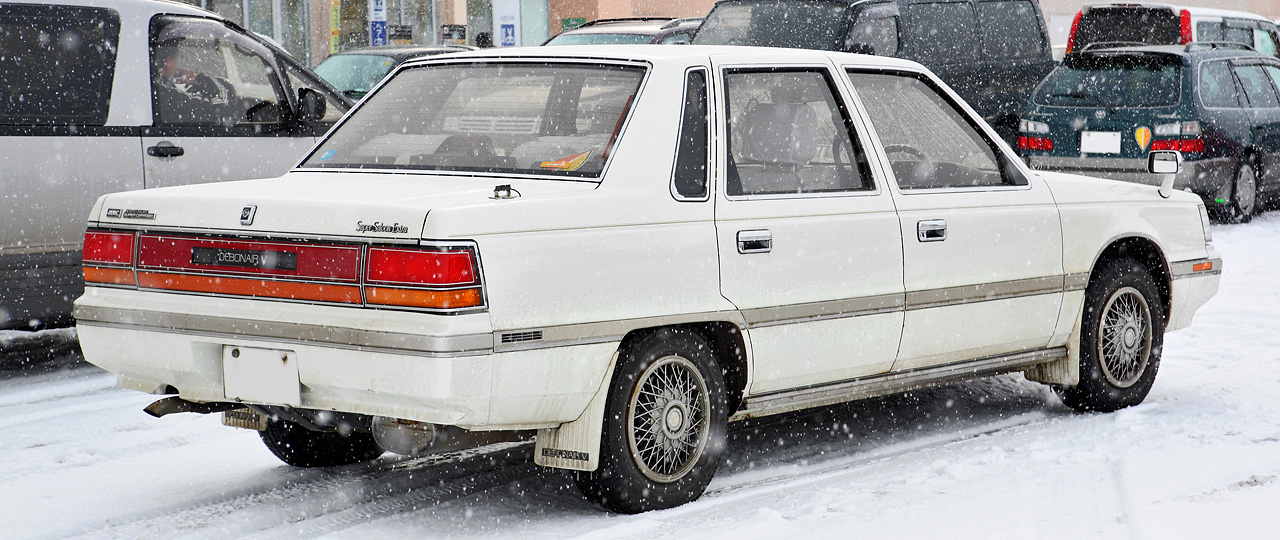
II generacja
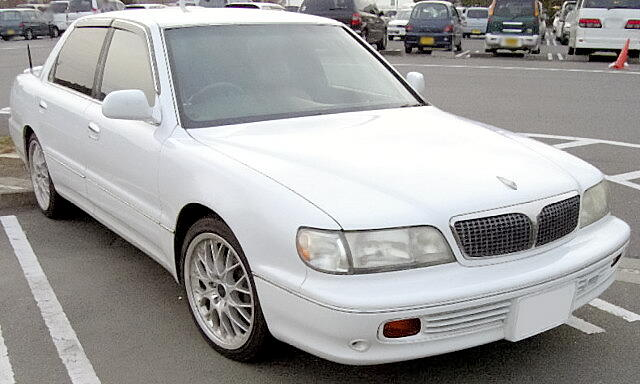
'92 - III generacja
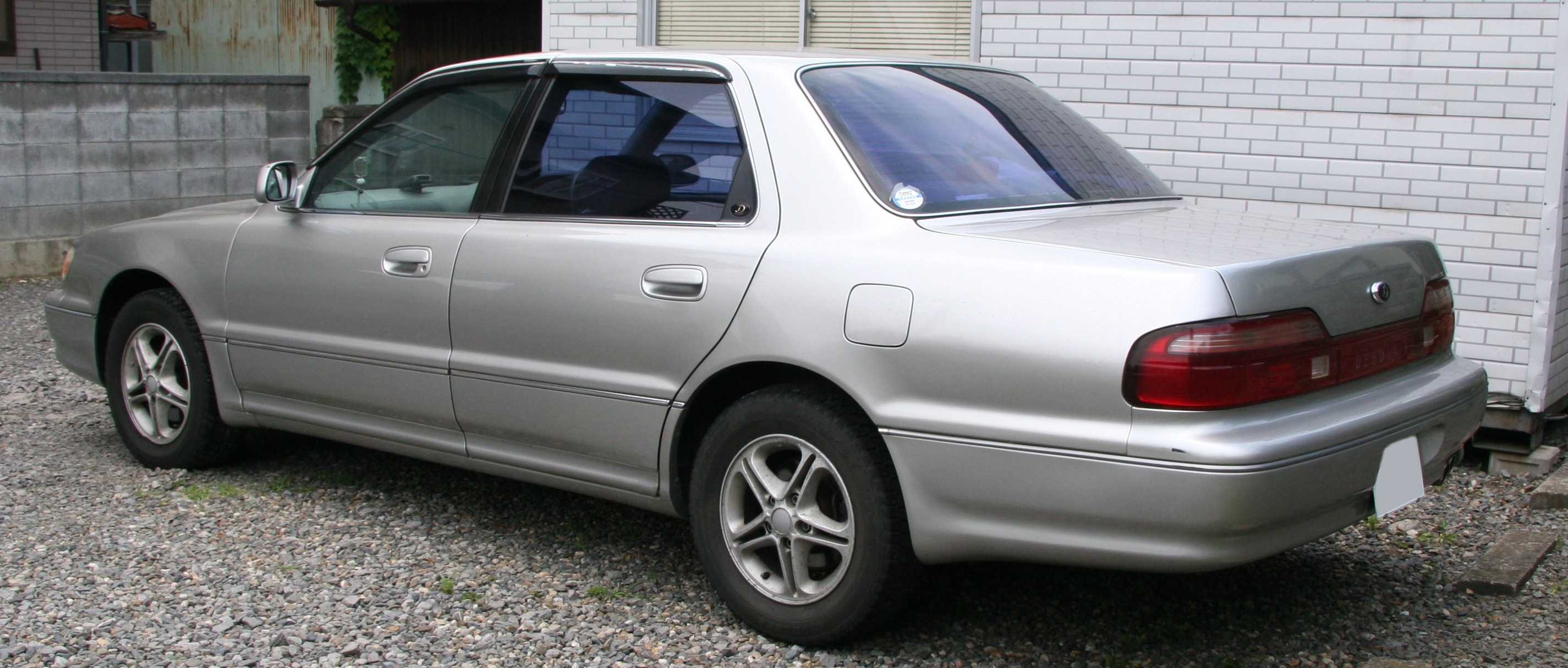
III generacja